# Alleanza delle Forze di Sinistra di Tito
L'Alleanza delle Forze di Sinistra di Tito (in Macedone: Сојуз на Титови леви сили, STLS) è un partito politico comunista macedone fondato nel 2005.
Il leader Slobodan Ugrinovski, alla conferenza stampa tenuta alla fondazione del partito, ha annunciato le intenzioni del partito di rappresentare la sinistra, proteggere i lavoratori ed i pensionati, opporsi alla NATO, proporre la gratuità dei primi anni di educazione e dell'assistenza sanitaria per alcune categorie di cittadini, richiedere maggiori diritti per i Macedoni residenti nei paesi limitrofi ed opporsi all'indipendenza del Kosovo dalla Serbia.
Nelle elezioni parlamentari del 2011 il partito ha presentato un candidato nell'unità elettorale 1, che comprende territori della Regione di Skopje, tra cui la capitale stessa, e della Regione Sudoccidentale.